# محمد جمان الدوسري
محمد جمان الدوسري (مواليد 1 يوليو 1946) هو عداء سعودي، مثّل بلاده في سباقي 100 متر تتابع و400 متر خلال الألعاب الأولمبية الصيفية 1972 التي أُقيمت في ميونخ بألمانيا.

## المشاركة الأولمبية

### ميونيخ 1972
ألعاب القوى – 400 متر رجال – الدور التمهيدي – المجموعة الثامنة
| الرُّتبة | اسم الرياضي         | الجنسية          | الزمن |
| ------ | ------------------- | ---------------- | ----- |
| 1      | هورست-روديجر شلوسكي | ألمانيا الغربية  | 45.27 |
| 2      | جون سميث            | الولايات المتحدة | 46.00 |
| 3      | كيرياكوس أنيسيفورو  | اليونان          | 46.94 |
| 4      | رضا انتزاري         | إيران            | 47.89 |
| 5      | محمد سعد            | الكويت           | 49.61 |
| 6      | محمد جمان الدوسري   | السعودية         | 49.67 |
| -      | لوسيانو سوزان       | يوغوسلافيا       | DNS   |

مصدر:
ألعاب القوى – 100 متر تتابع رجال – الدور التمهيدي – المجموعة الأولى
| الرُّتبة | الأسماء                                                             | البلد            | التوقيت |
| ------ | ------------------------------------------------------------------- | ---------------- | ------- |
| 1      | ألكسندر كورنيلوك، فلاديمير لوفيتسكي، جوريس سيلوفس، فاليري بورزوف    | الاتحاد السوفيتي | 39.15   |
| 2      | جوبست هيرشت، كارلينز كلوتز، جيرهارد ووشير، كلاوس إهل                | ألمانيا الغربية  | 39.17   |
| 3      | مانفريد كوكوت، بيرند بورث، هانز يورغن بومباخ، سيغفريد شينك          | ألمانيا الشرقية  | 39.17   |
| 4      | جورج ريجنر، أكسل نيبراونيك، غيرت نوستر، هيلموت لانغ                 | النمسا           | 40.49   |
| 5      | لويس إليرز، غييرمو غونزاليس، بيدرو فيرير، خورخي فيزكاروندو          | بورتوريكو        | 41.34   |
| 6      | محمد جمان الدوسري، منصور الجعيد، بلال سعد العزما، سعيد خليل الدوسري | السعودية         | 43.35   |
| -      | محمد يونس، نورمان برينكوورث، محمد صديقي، نصرت إقبال صاحي            | باكستان          | DNS     |
| -      | عبد العززي عبد الكريم، مالك مردحي، محمد سعد، يونس عبد الله ربيع     | الكويت           | DNS     |

مصدر:

## وصلات خارجية
- محمد جمان الدوسري على موقع أوليمبيديا (الإنجليزية)